# Jeroen Overbeek

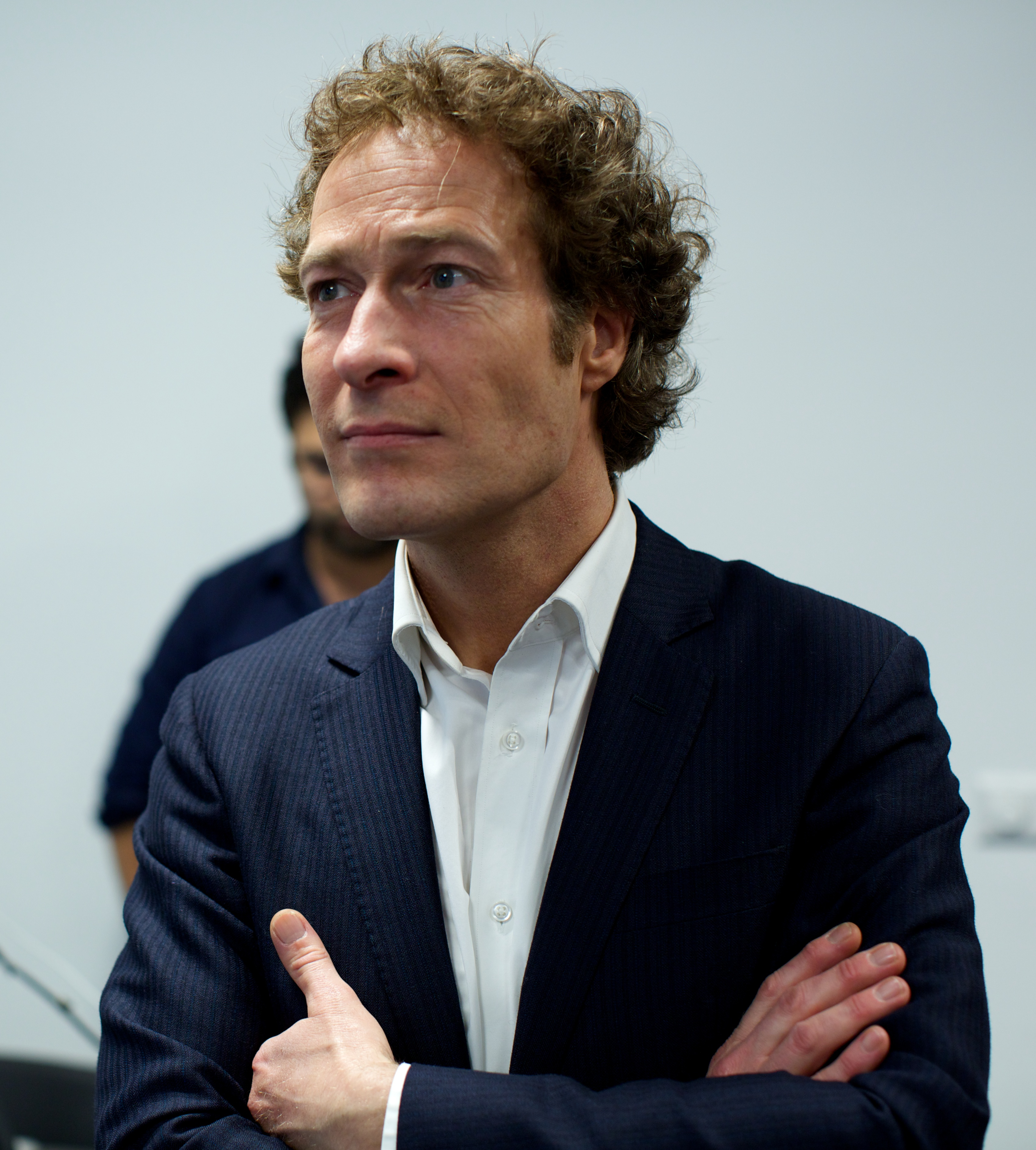
Jeroen Overbeek, 2014

Jeroen Overbeek (* 25. April 1966 in Haarlem) ist ein niederländischer Journalist, Moderator und Nachrichtensprecher. Er moderiert die Nachrichtensendungen NOS Journaal und Nieuwsuur. Er war Nachrichtensprecher und Redakteur des ANP, des Omroep Flevoland und NOS Radio.

## Leben und Karriere
Overbeek wurde in 1966 in Haarlem geboren. Er studierte Jura in der Richtung niederländisches Recht in Amsterdam und erhielt sein „Doctoraalexamen“, heute Master, in Verfassungs- und niederländischem Verwaltungsrecht. Seit 1997 ist er als Redakteur des öffentlich-rechtlichen NOS tätig. Ab 1999 übernahm er die Aufgabe des Nachrichtensprechers des NOS Journaal, ist aber auch als Reporter tätig. So berichtete Overbeek live von den Feierlichkeiten zur Jahrtausendwende wie auch am 2. Februar 2002 von der Hochzeit des Kronprinzen Willem-Alexander mit der Argentinierin Máxima Zorreguieta in der Nieuwe Kerk in Amsterdam. Seit 2001 moderiert er regelmäßig die Sportnachrichten bei NOS Studio Sport. Seit 2010 arbeitet er auch für die Nachrichtensendung Nieuwsuur.
Eine weitere Aufgabe übernimmt er mehrmals im Jahr als Prüfer der Abschlussprüfungen von hbo-Studenten an der „Fontys Hogeschool Journalistiek“ in Utrecht. Er wird seit 2011 auch bei der Fontys Hogeschool Journalistiek in Tilburg als Fach-Assessor geführt. Overbeek gibt auch Workshops zu Kommentaren, Reportagen und Präsentationen innerhalb der Journalismuskurse an der Saxion Hogeschool in Enschede, sowie bei lokalen und regionalen Fernsehsender. Als Workshopleiter des Bildungsprojekts „Making Movies News“ (etwa: „bewegende Nachrichten erstellen“) des Nederlands Instituut voor Filmeducatie macht er junge Menschen der Sekundarstufe medienkompetent. Außerdem leitet der Journalist als Internetreporter-Coach junge Redakteure bei der Erstellung von Videobeiträgen für die Jugendseite von NOS Headlines an.
Als Moderator und Kommentator begleitet Overbbeek seit 2003 auf dem Dam in Amsterdam das jährlich am 4. Mai stattfindende Nationale Dodenherdenking. Er moderiert auch die Live-Berichterstattungen der NOS-Nachrichten mit Eilmeldungen etwa über die Anschläge in Paris Ende 2015.
In den Jahren 2007 und 2009 bildete Overbeek am internationalen Radio Nederland Training Centre, das dem Radio Nederland Wereldomroep angegliedert ist, Moderatoren und Reporter u. a. aus Afghanistan, Pakistan, Kenia, Sambia, Uganda, Indonesien, Nepal, den Philippinen und Albanien aus.
Während der Olympischen Sommerspiele 2008 schrieb und moderierte er vom 9. August bis 24. August, in 16 Tagen 101 Kurznachrichten für das NOS Studio Sport. Bei den Olympischen Sommerspielen in London 2012 moderierte er des Öfteren morgendliche Kurzberichterstattungen auf Nederland 1.
2009 übernahm Overbeek die Rolle des Pieter Baas in der weihnachtlichen Kindersendung Sinterklaasjournaal und hat auch in niederländischen Kino- und Fernsehfilmen gelegentlich Cameo-Auftritte als Nachrichtensprecher.